# Vincenz Frigger
Vincenz Frigger (* 1909 in Elleringhausen, Hochsauerland; † 1986 in Dortmund) war ein deutscher Maler und Musiker.

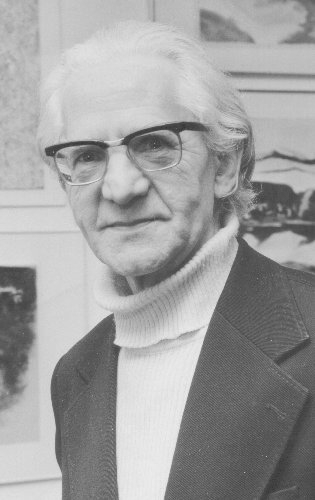
Vincenz Frigger

## Musikalischer Werdegang
Er begann das Studium der Kirchenmusik am Konservatorium Dortmund im Jahr 1936, musste aber 1937 wegen antinationalsozialistischer Einstellung diese Lehranstalt verlassen. Im selben Jahr nahm er die erste Stelle als Organist in Neheim-Hüsten/Sauerland an. Im Jahre 1938 trat er die zweite Stelle als Organist und Küster in Büderich/Werl an.
Er wurde im Jahr 1961 zum Dozent für Orgelimprovisation am Konservatorium Dortmund berufen. Es folgten Organistenstellen in  St. Gertrudis, Dortmund, und am Paderborner Dom.

## Malerischer Werdegang
Während Vincenz Frigger in der Musik eine akademische Ausbildung erhielt, näherte er sich der Malerei als Autodidakt. Seinen persönlichen Stil fand er in den 50er Jahren. Sein künstlerisches Schaffen lässt sich in drei Phasen unterteilen. In der ersten Phase lag der Schwerpunkt auf der Porträtmalerei und der Gestaltung von Landschaften und Dorfmotiven. In seiner zweiten Phase, die 1958 begann, wendete er sich der Abstraktion zu und setzte sich u. a. mit Eindrücken aus der Natur, auch der vom Menschen zerstörten Natur, auseinander, thematisierte aber auch die Lebensbedingungen der Großstadt. Daneben  beschäftigten ihn  religiöse Themen. Mitte der 60er Jahre kehrte er zu einer durch die Erfahrungen der abstrakten Phase modifizierten Gegenständlichkeit zurück. In seinen graphischen Werken treten nun verstärkt sozialkritische Themen in den Vordergrund. Am stärksten ist Frigger als Landschaftsmaler.
Grundsätzlich ist sein Werk von einer lebensbejahenden Grundstimmung geprägt. Aber schon in der zweiten, abstrakten Periode spiegeln Farben und Formen auch die dunklen Seiten des Lebens wider.
Seine Werke sind vorwiegend in Privatbesitz übergegangen.